# Laboratoire de recherches balistiques et aérodynamiques
Koordinaten: 49° 6′ 33″ N, 1° 29′ 50″ O

Logo des LRBA

Das Laboratoire de recherches balistiques et aérodynamiques (LRBA) war ein französisches Forschungszentrum für Luft- und Raumfahrt in Vernon. Es unterstand der Direction générale de l’armement (DGA) des französischen Militärs.

## Die Anfänge

### Suche nach einem Platz
Die Ursprünge des LRBA reichten an das Ende des Zweiten Weltkriegs zurück, als der französische Staat die Möglichkeit hatte, im Bereich der Raketen mit flüssigem Treibstoff zu forschen. Grundlage hierfür war die Mitarbeit von deutschen Raketentechnikern, die in Peenemünde bis zum Kriegsende an der A4 (V2) gearbeitet hatten. Ähnliche Aktionen wurden in unterschiedlichem Umfang auch von den USA (Operation Overcast), von Großbritannien (Operation Backfire) und von der Sowjetunion durchgeführt.
Zwei Arbeitsgruppen sollten gebildet werden: eine für den Raketenantrieb unter der Leitung von Otto Müller und eine für die Raketensteuerung unter der Leitung von Rolf Jauernik. Müller und Jauernik hatten dabei die Freiheit, ihre deutschen Mitarbeiter selbst auszuwählen. Ein Großteil der Mitarbeiter wurde Mitte Mai 1946 eingestellt, nachdem sie ihre Arbeit für die Außenstelle des britischen Ministry of Supply in Cuxhaven (MOSEC) beendet hatten.
Da es für Flüssigkeitsraketen noch keine Labors und Teststände in Frankreich gab, arbeiteten die deutschen Techniker zuerst in Emmendingen, in der französisch besetzten Zone Deutschlands, sowie in den benachbarten Orten Riegel am Kaiserstuhl und Denzlingen.
Inzwischen wurde General Paul Libessart, ein Ingenieur, von der Direction Des Etudes Et Fabrications D’Armement (DEFA) beauftragt, einen geeigneten Standort für Forschung und Entwicklung zu suchen. Schließlich fand er in der Nähe von Vernon in der Normandie etwas Passendes: ein ungenutztes Fabrikgelände in Staatsbesitz, mitten im Wald gelegen, mit nur einem einzigen Zufahrtsweg, aber nicht allzu weit von Paris entfernt.

### Gründung
Am 17. Mai 1946 wurde mit dem Dekret 46-1089 das Laboratoire de recherches du service technique gegründet, das am 31. Juli 1946 in Laboratoire de recherches balistiques et aérodynamiques (LRBA) umbenannt wurde. Der erste Direktor war Libessart selbst.
Die Verwaltung des LRBA befand sich in der Sully-Kaserne in Saint-Cloud. Außer Vernon waren noch weitere Standorte dem LRBA zugeordnet:
- ein Labor in Saint-Louis, aus dem später das Deutsch-Französische Forschungsinstitut hervorging, mit einem Versuchsgelände in der Nähe von Mülhausen,
- das technische Versuchslabor ETVS in Versailles-Satory,
- das Fort de la Briche bei Paris[3]

Im April 1949 wurde diese Organisation zerteilt und nur der Standort Vernon behielt die Bezeichnung LRBA.
Zu den Raketentechnikern in Vernon gehörten neben Müller und Jauernick auch Karl-Heinz Bringer, der später das Viking-Triebwerk der Ariane 1 entwickelte, Rolf Engel, Helmut Habermann und Wolfgang Pilz. Neben den beiden Abteilungen für Antrieb und Steuerung wurde bald eine dritte eingerichtet, die sich um die Aerodynamik im Überschallbereich kümmerte. Hierzu wurde auf dem Gelände bald ein Überschall-Windkanal errichtet.

### Gruppe Maybach
Unter der Leitung von Karl Maybach kamen schon im Dezember 1946 etwa 75 Ingenieure aus Friedrichshafen nach Vernon. Ihre Aufgabe war es, einen Motor für einen Panzer von 50 t Gewicht zu entwerfen. Nachdem im Januar 1948 ein Prototyp hergestellt wurde und die Serienproduktion anlief, zerstreute sich diese Gruppe wieder.

## Forschungsprojekte

### Projekt Super V2
Im August 1946 begannen Überlegungen, welche Schritte notwendig wären, damit Frankreich über Großraketen auf Basis der A4 verfügen könnte. Schon Anfang 1947 wurde aber sichtbar, dass der Aufbau von Fabriken, Testständen und Abschussrampen wohl nicht vor 1952 abgeschlossen sein würde, so dass es nicht angebracht schien, sich auf die A4 zu konzentrieren.
Stattdessen wurde unter der Projektnummer 4211 eine Neuentwicklung in Angriff genommen, die sich auf das Konzept der A9 stützte. Diese „Super-V2“ sollte eine Nutzlast von 1000 kg über eine Reichweite von 3600 km transportieren können. Hierzu war ein Triebwerk mit 40 t Schub notwendig. Der französische Staat hatte jedoch bald kein Interesse mehr an einer Rakete dieser Größenordnung, so dass das Projekt 4211 nach der Machbarkeitsstudie 1948 nicht mehr weitergeführt wurde. Nach dem Ende dieses Projektes blieben nur noch etwa 30 Deutsche beim LRBA.

### Veronique
Ab März 1949 wurde im LRBA unter der Projektnummer 4213 eine wesentlich kleinere Höhenforschungsrakete entworfen, die Veronique (VERnon-électrONIQUE) mit nur 4 t Schub. Diese Entwicklung mündete in die erste flugfähige Flüssigkeitsrakete Frankreichs. Zwischen 1950 und 1975 wurden knapp 100 Exemplare gestartet, dabei wurden Höhen von bis zu 366 km erreicht. Die Weiterentwicklung Vesta stieg sogar auf 400 km.
Parallel zur Veronique arbeitete man im LRBA unter der Leitung von Jean-Jacques Barré an Tests der Rakete Eole (Engin fonctionnant à l’Oxygène Liquide et à l’Ether de pétrole). Die erste Probezündung im Februar 1949 verlief zufriedenstellend, die zweite führte am 6. Januar 1950 zu einer großen Explosion, bei der drei Mitarbeiter verletzt und die Testeinrichtungen zerstört wurden.

### PARCA
Ein weiterer wichtiger Forschungsbereich war die Lenkung und Steuerung einer Rakete, auch zu militärischen Zwecken. Hier arbeitete das LRBA an der funkgesteuerten Boden-Luft-Rakete PARCA (Projectile autopropulsé radioguidé contre avions) in Zusammenarbeit mit dem Radargerät Aquitaine. Trotz über 200 Probeschüssen mit zufriedenstellenden Ergebnissen wurde im Jahre 1958 diese Entwicklung eingestellt, nachdem sich der französische Staat, wie auch andere NATO-Partner, entschieden hatte, die US-amerikanische Hawk zu übernehmen. Mit der Entwicklung konnten wertvolle Erfahrungen über Lenkung und Steuerung gewonnen werden.

### Diamant
Ab 1961 wurden im LRBA die Triebwerke für die Diamant-Rakete entwickelt, zuerst das Vexin-Triebwerk mit 27 t Schub für die Diamant A, später das Valois-Triebwerk mit 35 t Schub für die Diamant B und die Diamant BP4. Eine Diamant A brachte am 26. November 1965 Astérix, den ersten französischen Satelliten, in die Erdumlaufbahn. Damit wurde Frankreich nach der Sowjetunion und den USA der dritte Staat mit einer eigenen Trägerrakete.

### Europa
Seit Anfang der 1960er gab es Initiativen mehrerer europäischer Staaten, eine gemeinsame Trägerrakete mit der Bezeichnung Europa zu entwickeln, was 1964 zur Gründung der European Launcher Development Organisation (ELDO) führte. Frankreich steuerte hierzu die 2. Stufe Coralie bei, die im LRBA in Zusammenarbeit mit Nord Aviation entwickelt wurde. Um diese Stufe unabhängig von den anderen Stufen testen zu können, wurde das Fluggerät Cora entworfen. Weder die Testflüge von Cora noch die der gesamten Rakete 1968–1970 waren erfolgreich. Das Projekt wurde abgesagt und später durch die Ariane ersetzt.

## Umstrukturierung
Für das LRBA hatte diese internationale Zusammenarbeit Auswirkungen auf die Organisation. Schon 1967 wurde es der neuen Direction Technique des Engins (DTEn) unterstellt. Außerdem musste der zivile internationale Bereich streng vom militärischen staatlichen getrennt werden. Dies hatte zur Folge, dass am 1. Oktober 1971 der zivile Teil des LRBA an die 1969 gegründete Société européenne de propulsion (SEP) ausgegliedert wurde. Der militärische Teil der LRBA, der sich vor allem mit Lenkwaffen befasste, blieb unter dem bisherigen Namen erhalten. Vor der Trennung hatte das LRBA etwa 1000 Mitarbeiter, danach noch 460.
Die Entwicklung des Viking-Triebwerks, das in der Ariane äußerst erfolgreich eingesetzt wurde, wurde zwar in Vernon durchgeführt, aber nicht mehr beim LRBA.
Da die magnetischen Lager, die am LRBA entwickelt wurden, nicht nur militärisch, sondern auch kommerziell verwenden wurden, wurde dieser Bereich 1976 in die Société de Mécanique magnétique (S2M) ausgegliedert, die 2007 von der Svenska Kullagerfabriken aufgekauft und in die SKF Magnetics umfirmiert wurde.
Seit 1977 unterstand das LRBA der neugegründeten Beschaffungsbehörde Direction générale de l’armement (DGA).

## Gelände
Das Gelände in Vernon beherbergte ursprünglich eine Fabrik des Munitionsherstellers Brandt. 1936 ging es unter der Bezeichnung Atelier de chargement de Vernon (AVN) in Staatsbesitz über. Während der deutschen Besatzung wurde das Gelände von der Société Niortaise de Construction Mécanique (SNCM) genutzt. Am 7. Mai und am 2. Juni 1944 wurde die Fabrik von den Alliierten bombardiert.

### Das Buschdorf
Nach dem Zweiten Weltkrieg blieb das Gelände ungenutzt, bis es im Frühling 1946 vom LRBA übernommen wurde und neue Labors, Werkstätten, Prüfstände und Unterkünfte errichtet wurden. Um die Deutschen von den feindlich gesinnten Einheimischen fernzuhalten, wohnten sie zusammen mit ihren Familien in einer provisorischen Siedlung, der Cité de la Madeleine, die von den Deutschen „Buschdorf“ genannt wurde. Der Umzug der deutschen Raketentechniker erfolgte in zwei Schüben: Ende März und Mitte Mai 1947, die Gruppe Maybach war schon seit Dezember 1946 auf dem Gelände.
Mehrere Gebäude für die Unterbringung wurden errichtet. Ende 1949 waren 40 Unterkünften von Deutschen bewohnt, weitere 22 Wohngebäude wurden um 1950 errichtet. Die Gebäude meist hatten drei Wohnungen, für kinderreiche Familien manchmal auch zwei größere. Die Wohnstandard war nicht sehr hoch: es gab kein fließend warmes Wasser, außerdem weder Keller noch Dachboden. Französische Angestellte, die aus anderen Forschungseinrichtungen nach Vernon versetzt wurden, empfanden die Unterkünfte als nicht standesgemäß.
Die Familien waren in den ersten Jahren auf Händler angewiesen, die von Vernon mit Mofa, Auto oder Lieferwagen zum Buschdorf hinauf kamen. Später wurde später ein Lebensmittelladen eingerichtet. Im Oktober 1951 wurde eine Grundschule mit zwei Klassen auf dem Gelände eröffnet. Zu diesem Zeitpunkt wohnten 235 Personen in 72 Haushalten auf dem Gelände.
Teilweise lagen die Gebäude auf dem Gebiet der Gemeinde Bois-Jérôme-Saint-Ouen, diese kamen aber 1954 durch eine Grenzbereinigung zur Gemeinde Vernon.
Mit zunehmendem Wohlstand der Angestellten wurden die Unterkünfte immer weniger attraktiv. 1977/78 wurden die ersten fünf Wohngebäude abgerissen, weitere folgten. Ende 1979 waren nur noch 29 Wohnungen im Eigentum des LRBA, am 1. Mai 1984 war keine der Unterkünfte mehr bewohnt. In den folgenden Jahren nutzte das französische Heer die Gebäude, um den Häuserkampf zu trainieren.

### Einrichtungen
Neben den Entwicklungslabors waren auch Prüfstände für die Triebwerke notwendig. Der erste (PF1) ging 1949 in Betrieb und konnte Triebwerke mit einem Schub von bis zu 15 t testen. Er wurde aber am 6. Januar 1950 bei der Explosion eines Eole-Triebwerks komplett zerstört und provisorisch durch PF3 ersetzt.
Der Prüfstand PF2 war für einen Schub von bis zu 25 t (kurzzeitig 50 t) ausgelegt und ging 1961 in Betrieb. PF4 folgte 1963 und konnte Triebwerke mit einem Schub von bis zu 100 t testen. Der Prüfstand PF5 verfügte über eine Druckkammer, mit dem der Betrieb in der Hochatmosphäre oder im Vakuum nachgestellt werden konnte.
Ein Überschall-Windkanal mit der Bezeichnung C4 wurde 1952 ebenfalls auf dem Gelände errichtet. Mit zwei Elektromotoren von je 6500 kW Leistung war es möglich, in einem Querschnitt von 40 cm × 40 cm Strömungsgeschwindigkeiten von Mach 1,35 bis Mach 4,4 zu erreichen, je nach angelegtem Luftdruck, der bis zu 10 bar betragen konnte. Diese Einrichtung wurde auch von anderen Firmen genutzt. Der Windkanal ging 1999 außer Betrieb und wurde später abgerissen, obwohl es in Frankreich keine weitere vergleichbare Einrichtung gibt.
Eine weitere aerodynamische Einrichtung war der Schusskanal von über 100 m Länge. Mit einer Leichtgaskanone war es möglich, Projektile von bis zu 300 g Masse mit Geschwindigkeiten von bis zu 6 km/s abzufeuern. Dies erlaubte die Erforschung des Verhaltens von Raumkapseln oder Interkontinentalraketen beim Wiedereintritt. Der Schusskanal ging im Jahre 2000 außer Betrieb.

## Schließung
Am 24. Juli 2008 erklärte der französische Verteidigungsminister Hervé Morin, dass aus Einsparungsgründen das Forschungslabor in Vernon geschlossen werden müsse. Bis Ende 2012 sollten alle Aktivitäten vom DGA Maîtrise de l’information (DGA-MI, ehemals Centre d’électronique de l’armement, CELAR) in Bruz übernommen werden. Der Umzug wurde im April 2013 abgeschlossen.

## Liste der Direktoren des LRBA 1946–1997
- 1946–1949: Paul Libessart
- 1949–1953: Jean Sorlet
- 1953–1962: Pierre Girardin
- 1962–1971: Jacques Marchal
- 1971–1980: Damian Bagaria
- 1980–1985: Francois Simon
- 1985–1989: Bernard Laurent
- 1989–1994: Jacques Darricau
- 1994–1997: Lyonel Gouédard

Quelle: